# Frank Maieu
Frank Maieu (Wilrijk, 1952) is een Vlaams kunstenaar.  Hij volgt een opleiding regent plastische kunsten aan de Rijksnormaalschool te Gent (1971-73) waar hij onder andere les krijgt van Octave Landuyt. 
Vertrekkende vanuit een diepe zin voor het fantastische en surrealistische, puttend uit een grenzeloze verbeelding en met de nodige zin voor ironie en zelfrelativering construeert Frank Maieu werken die opvallen door hun ongewone zin voor opbouw en compositie.
Het werk van Maieu kan thematisch opgedeeld worden in reeksen. Over de grenzen van deze reeksen heen kan men stellen dat Maieu een zeer algemene humanistische bekommernis heeft, samen te vatten in de vraag : “Wat doet de mens met de mens”. Schilderkunstig hanteert hij nu eens een zeer realistische lijnvoering (soms zelfs verwant aan de stijl van de nieuwe zakelijkheid van een Otto Dix), dan weer een lossere, meer expressionistische stijl, al eens op de grens van de karikatuur af. De schilderijen worden aangevuld door minisculpturen in keramiek in combinatie met andere materialen zoals ijzer, hout en steen.
Frank Maieu ontving een onderscheiding voor de Jeune Peinture Belge in 1971/72/73/74.
Frank Maieu’s omvangrijke oeuvre is opgebouwd uit verschillende reeksen waarin hij rond eenzelfde thema of techniek werkt. Schilderijen en werken op papier hebben daarin het belangrijkste aandeel. Recent vond hij echter het beeldend plezier terug in het werken met terracotta.
Frank Maieu’s werk is maatschappijkritisch, trekt ten strijde tegen kapitalisme, extreem rechts en allerlei vormen van machtsmisbruik en schopt tegen de schenen van het culturele establishment. Het is doordrenkt van ironie en sarcasme, en is niet zelden macaber en seksueel geladen. Maieu’s stijl evolueerde van een realisme met duidelijke invloeden van het surrealisme en dadaïsme naar een meer expressionistische stijl, verwant aan deze van de Nieuwe wilden. In zijn keramiekbeeldjes herneemt hij thema’s en beeldelementen uit zijn schilderijen, maar is de toon minder cassant. De sobere kleifiguurtjes brengt hij samen met gevonden, vaak vergane objecten tot grappige tafereeltjes met kritische ondertoon.
- International Standard Name Identifier: 0000 0000 4642 4395
- Library of Congress Control Number: no2003039566
- RKD-Nederlands Instituut voor Kunstgeschiedenis: 91498
- Système universitaire de documentation: 193388170
- Virtual International Authority File: 39062308
- WorldCat: E39PBJd8gvGx4VMMYYvdDDVwG3